# Saurauia
Saurauia là một chi thực vật trong họ Actinidiaceae. Chi này gồm khoảng 250 loài phân bố ở các vùng nhiệt đới và cận nhiệt đới của châu Á, Nam và Trung Mỹ.

## Các loài
Loài gồm có:
- Saurauia adenodonta, Sleumer
- Saurauia aequatoriensis, Sprague
- Saurauia aguaricana, Soejarto
- Saurauia alvaroi R.E. Schult. (synonym of Saurauia aromatica R.E. Schult.)
- Saurauia angustifolia Turcz.
- Saurauia anisopoda Turcz. (synonym of Saurauia angustifolia Turcz.)
- Saurauia anolaimensis R.E. Schult. & García-Barr. (synonym of Saurauia isoxanthotricha Buscal.)
- Saurauia arnoldii Sleumer
- Saurauia aromatica R.E. Schult.
- Saurauia aspera Turcz.
- Saurauia bogoriensis R.D. Hoogland
- Saurauia bracteosa, DC.
- Saurauia cauliflora, DC.
- Saurauia crassisepala, Soejarto
- Saurauia erythrocarpa, C.F.Liang & Y.S.Wang
- Saurauia harlingii, Soejarto
- Saurauia herthae, Sleumer
- Saurauia isoxanthotricha Buscal.
- Saurauia lanceolata, Ruiz & Pav.
- Saurauia latipetala, Hemsley
- Saurauia laxiflora, Soejarto
- Saurauia lehmannii, Hieron.
- Saurauia leucocarpa, Schlecht.
- Saurauia madrensis B.T. Keller & Breedlove
- Saurauia magnifica, Soejarto
- Saurauia mahmudii, R.D. Hoogland
- Saurauia malayana, Hoogl.
- Saurauia mexiae, Killip ex Soejarto
- Saurauia microphylla, Linden ex Lindl. & Paxton
- Saurauia montana, Seem.
- Saurauia oreophila, Hemsley
- Saurauia pentapetala, (Jack) R.D.Hoogland
- Saurauia pseudostrigillosa, Buscal.
- Saurauia punduana, Wall.
- Saurauia pustulata, G. Hunter
- Saurauia rubens, Ridl.
- Saurauia rubrisepala, Soejarto
- Saurauia scabrida, Hemsley
- Saurauia schultzeorum, Sleumer
- Saurauia seibertii, Standley
- Saurauia serrata, DC.
- Saurauia striata, Soejarto
- Saurauia tambensis, Killip
- Saurauia tristyla, DC. var. oldhamii (Hemsl.) Finet & Gagnep.
- Saurauia villosa, DC.

## Hình ảnh

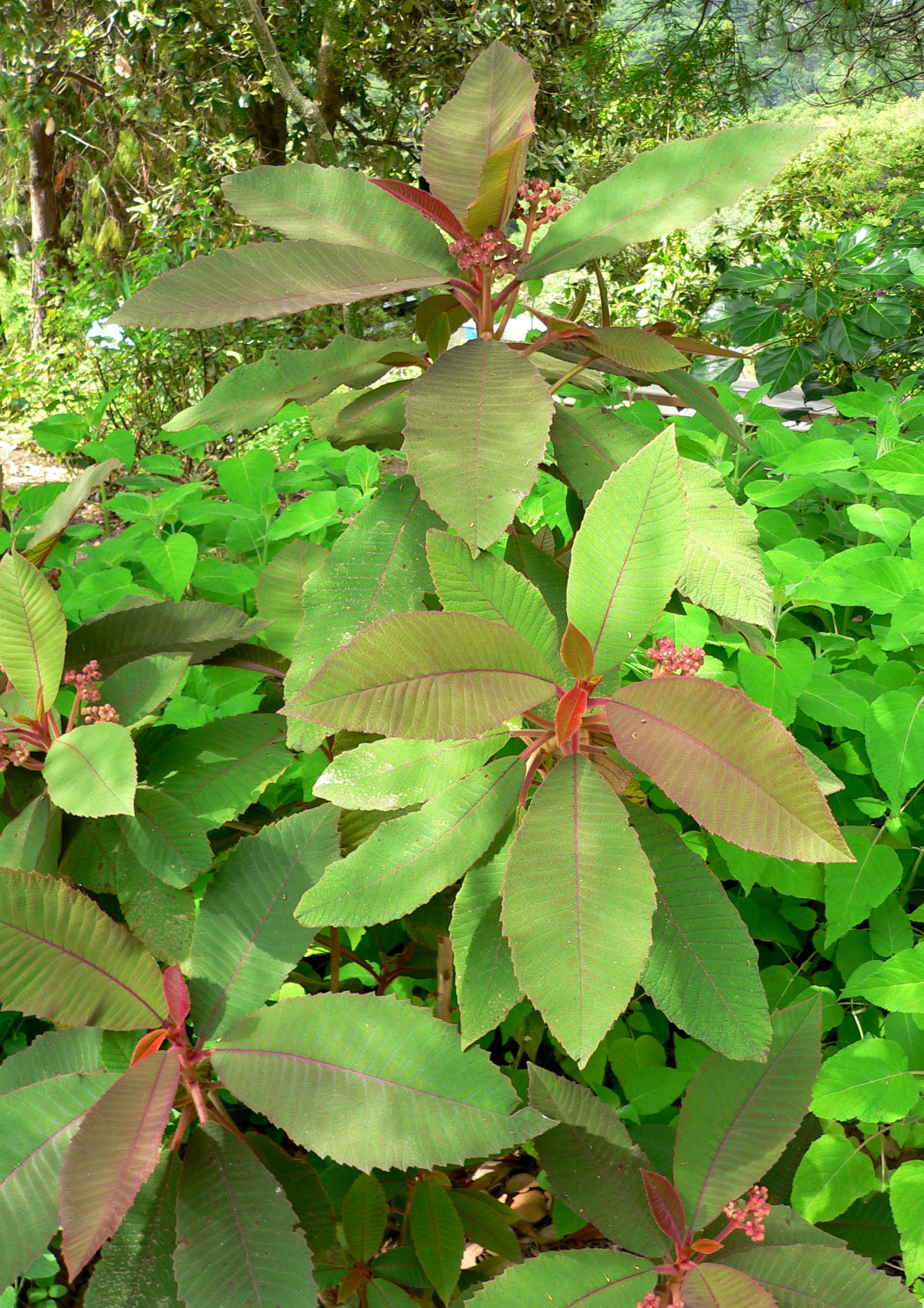
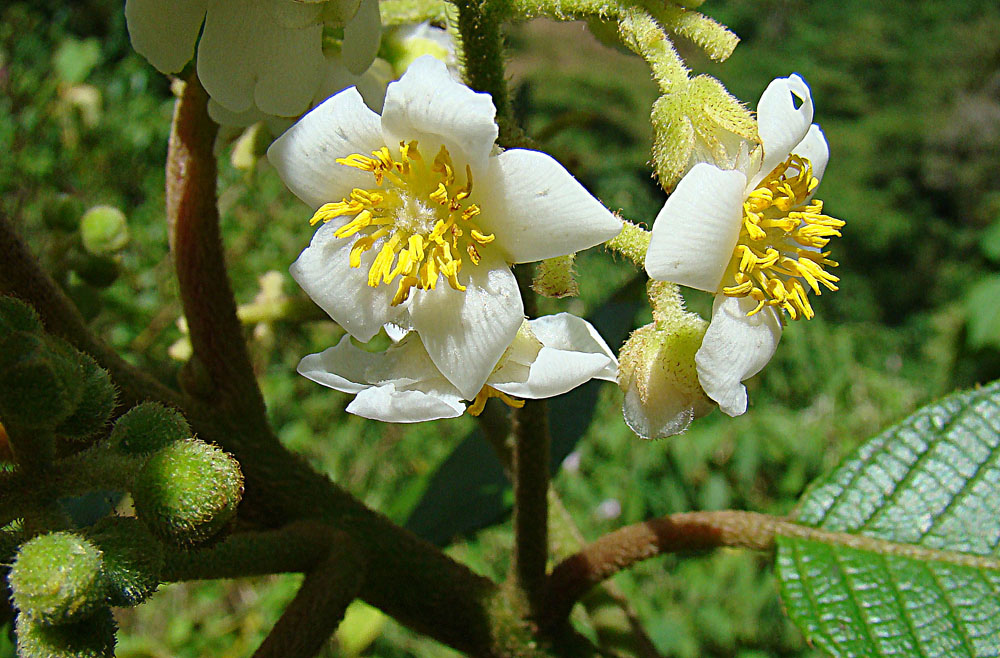